# Bernard Sarrette

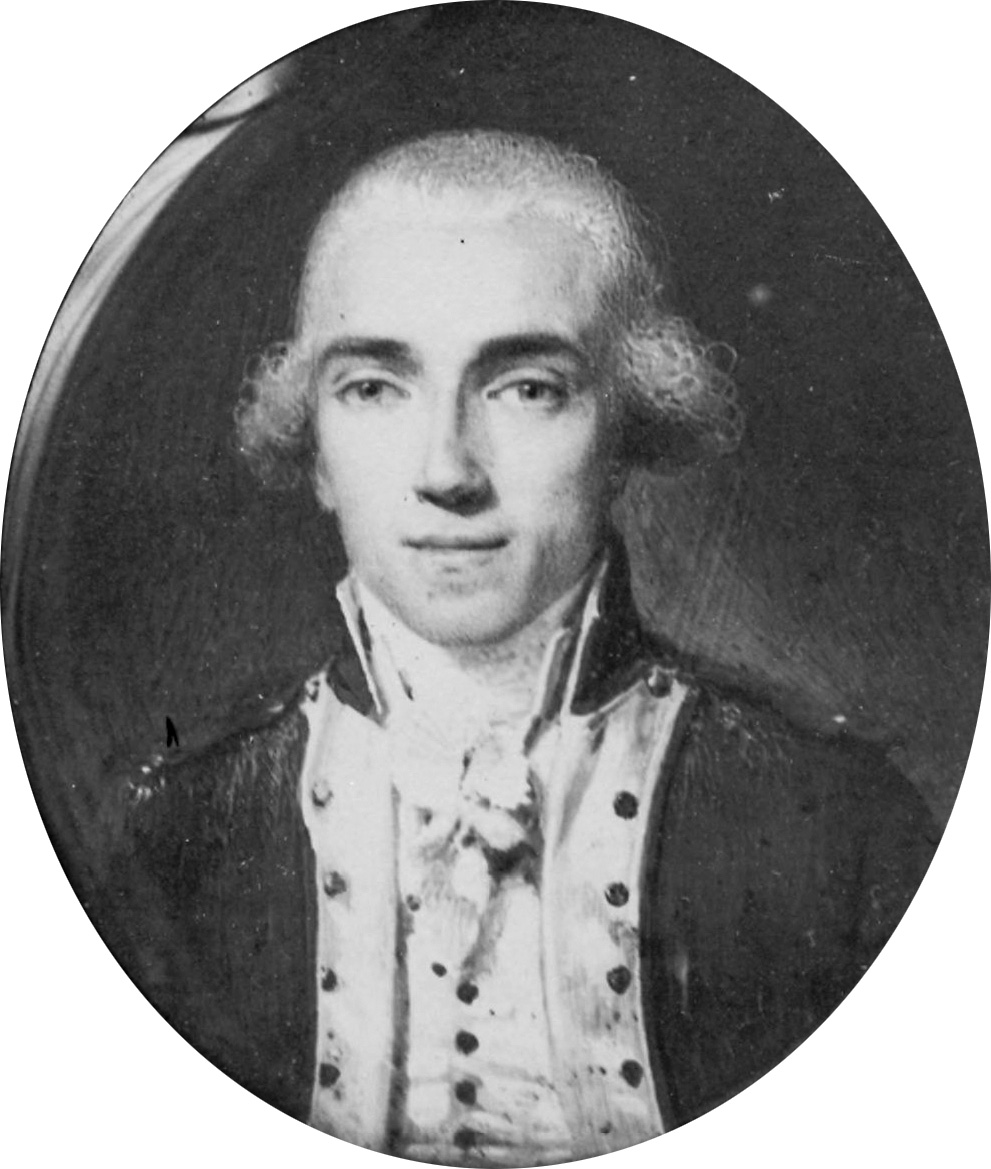
Bernard Sarrette

Bernard Sarrette (Bordeaux, 27 november 1765 – Parijs, 11 april 1858) was een Frans militair en muziekpedagoog.

## Levensloop
Sarrette kwam als boekhouder van Bordeaux naar Parijs en werd tijdens de Franse Revolutie lid van de Nationale Garde. Als kapitein van de Nationale Garde vormde hij op 14 juli 1789 met 45 muzikanten een militair muziekkorps dat de basis werd voor het Corps de musique de la Garde Nationale voor de muzikale begeleiding van civiele festivals en demonstraties. Een dergelijk harmonieorkest was de logische keuze voor de muzikale openlucht-festiviteiten.
In mei 1790 vergrootte het stadsbestuur van Parijs deze formatie tot 78 muzikanten. Voor de begeleiding van de grote revolutie-feesten werd dit korps nog versterkt, zo dat er voor bepaalde feesten een reuzenformatie ontstond: 10 dwarsfluiten, 30 klarinetten, 18 fagotten, 4 trompetten, 2 tubae curvae (nabootsing van Romeinse gebogen trompetten), 2 buccines (trombone met drakenkop), bastrombones, 12 hoorns, 3 trombones, 8 serpenten, 10 slagwerkers, grote en kleine trommen, landsknechtstrommen, pauken, bekkens, triangel. Tot 300 trommelaars konden bijgevoegd worden voor bijzonder prestigieuze feestelijkheden.
Op 9 juni 1792 richtte Sarrette, met toestemming van het stadsbestuur, voor een betere opleiding van muzikanten de École gratuite de Musique de la Gard Nationale Parisienne op. Sarrette maakte François-Joseph Gossec tot artistiek directeur van deze school. Honderdtwintig studenten, meestal zonen van de leden van de Nationale Garde met een leeftijd tussen 10 en 20 jaar kregen vrije muziekopleiding en instructies voor blaasinstrumenten van de leden van het muziekkorps. In november 1793 werd de naam veranderd in Institut National de Musique. Nadat de door François-Joseph Gossec in 1784 opgerichte École Royale de Chant gesloten was, werd dit instituut bij decreet van 3 augustus 1795 tot Conservatoire de Musique gevormd. Sarrette was van 1800-1815 directeur van dit conservatorium.